# Церковь Спасителя в Спети
Церковь Спасителя в Спети (груз. სპეთის მაცხოვრის სახელობის ეკლესია) — грузинская православная церковь XI века в западном грузинском регионе Имеретия. Это зальный храм с одним нефом, наиболее примечательный своим средневековым богато украшенным иконостасом из алебастра и стукко. В 2007 году церковь была включена в список недвижимых культурных памятников национального значения Грузии.

## История
Спасская церковь Спети расположена на вершине высокой горы Квирике неподалёку от села Спети в долине реки Квирила в 16 км к востоку от города Сачхере Сачхерского муниципалитета Имеретии. Храм обычно называют «Верхней церковью Спасителя» (груз. ზედამაცხოვარი), чтобы отличать её от одноимённой позднесредневековой «нижней» церкви, расположенной в нижней части села. Церковь была полуразрушена, когда Эквтиме Такаишвили посетил её в 1920 году. Она была существенно отреставрирована в 1938 году.

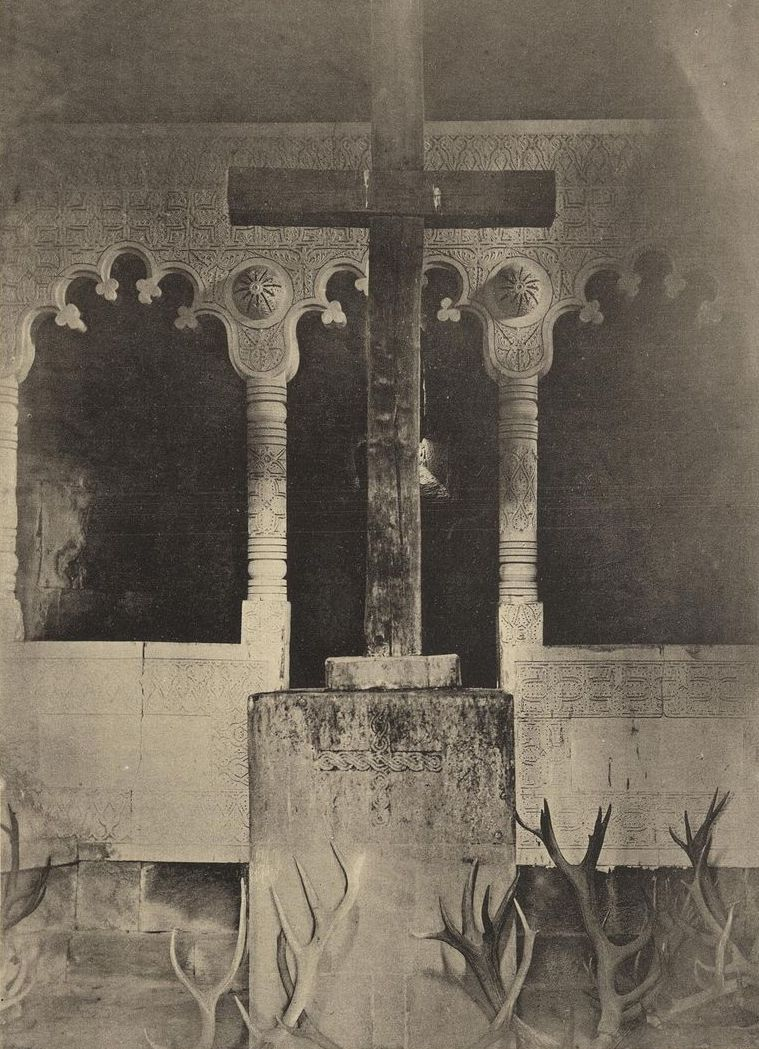
Иконостас Спети с деревянным крестом и оленьими рогами перед ним. Опубликовано в 1898 году.

Церковь построена из больших высеченных плит песчаника. Это небольшая однонефная зальная церковь с полукруглой апсидой, вписанной во внешний прямоугольник стен. Конструкция главной апсиды аналогична церкви Эхвеви. Храм имел двери с юга и с запада, но южный дверной проём теперь заделан; его резной архивольт сохранился. Имеется одно окно на юге и одно на западе, но тут резной декор повреждён. По обе стороны от восточного окна видны едва различимые следы двух надписей средневековым грузинским шрифтом асомтаврули.
Храм перекрыт цилиндрическим сводом на трёх опорных арках. Высокий иконостас церкви, сохранившийся со времён её постройки, был передан в Грузинский национальный музей в Тбилиси на хранение. Он отделан растительным орнаментом, но цвета поблёкли из-за влаги. Иконостас выполнен из алебастра и стукко, он состоит из трёх арок и четырёх колонн, с царскими вратами в середине. Перед царскими вратами на прямоугольном каменном постаменте, стоит массивный деревянный крест, некогда покрытый серебряными листами. Церковь почитали охотники, внутри выставлялись рога оленей.